# Progress in Organic Coatings
Progress in Organic Coatings, abgekürzt Prog. Org. Coat.,  ist eine wissenschaftliche Fachzeitschrift, die vom Elsevier-Verlag veröffentlicht wird. Die erste Ausgabe erschien im Jahr 1972. Die Zeitschrift erscheint derzeit mit zwölf Ausgaben im Jahr. Es werden Artikel veröffentlicht, die sich mit physiko-chemischen Fragestellungen der Verwendung von Überzügen beschäftigen.
Der Impact Factor lag im Jahr 2020 bei 5.161. Nach der Statistik des ISI Web of Knowledge wird das Journal mit diesem Impact Factor in der Kategorie angewandte Chemie an 15. Stelle von 74 Zeitschriften und in der Kategorie Materialwissenschaft, Überzüge und Filme an dritter Stelle von 21 Zeitschriften  geführt.